# Bertha Benzová
Bertha Benz (rozená Cäcilie Bertha Ringer; 3. května 1849, Pforzheim – 5. května 1944, Ladenburg) byla manželka Karla Benze. Stala se první ženou-řidičkou automobilu vůbec a také prvním člověkem, který uskutečnil dálkovou jízdu v automobilu. Pro svůj přínos, podporu činnosti svého muže a propagaci jeho práce je považována za průkopnici automobilismu.

## Život

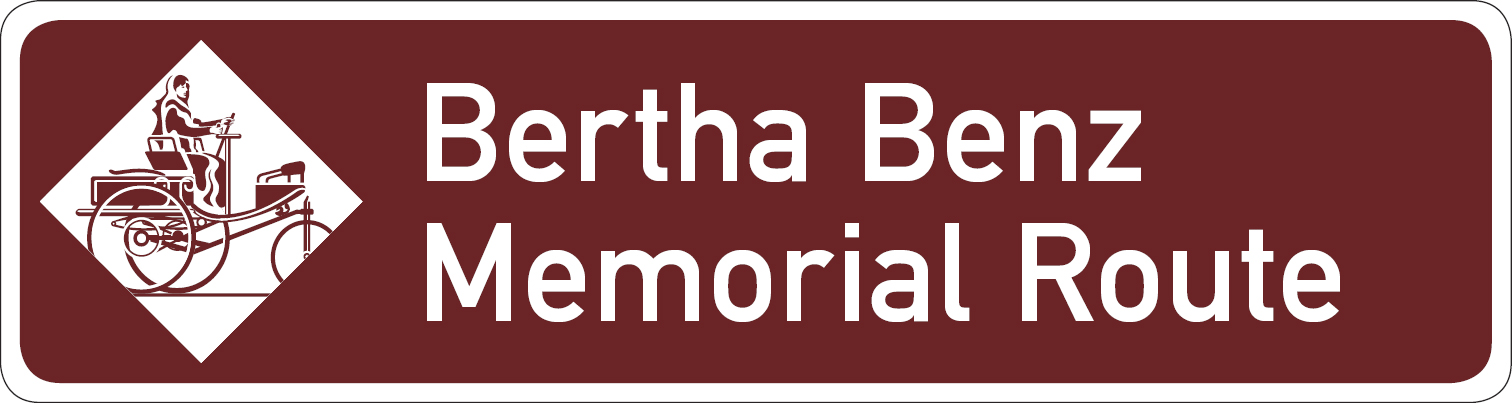
Značení dálkové cesty Bertha Benz Memorial Route

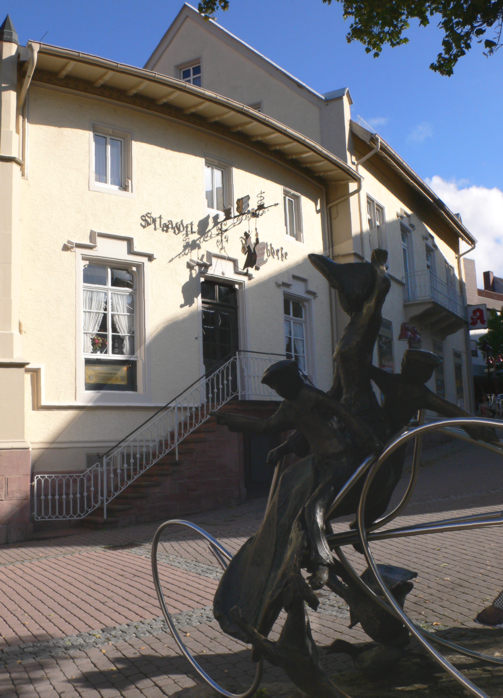
„První čerpací stanice světa“ - městská lékárna ve Wieslochu, v popředí plastika na počest Berthy Benz

Cäcilie Bertha Ringer se narodila v roce 1849 ve Pforzheimu jako dcera tesařského mistra Karla Friedricha Ringera. Zde také navštěvovala Vyšší dívčí školu (dnes Hilda-Gymnasium Pforzheim). Ve věku 23 let se 20. června 1872 v Ladenburgu vdala za Karla Benze. Svému muži poskytovala v jeho úsilí značnou oporu a to nejen psychologickou. Ještě před svatbou mu pomohla z jeho finančních těžkostí. Vložila do jeho firmy své předčasně vyplacené věno, s jehož pomocí bylo možno splatit dluhy a také vyplatit společníka Augusta Rittera, který působil těžkosti a firmu tak zachránila před bankrotem. Vyplacení společníka také umožnilo Benzovým samostatnost v rozhodování o dalším vývoji jejich podniku. Manželé spolu měli pět dětí: Eugen (1873), Richard (1874), Clara (1877), Thilde (1882) a Ellen (1890).
Později, poté co se Benzův patentovaný motorový vůz (známý pod číslem 1) při krátkých zkušebních jízdách (téměř pokaždé ukončených poruchou) nesetkal s kýženým zájmem přihlížejících a potenciálních zákazníků, rozhodla se podpořit manžela velmi účinným způsobem. 5. srpna 1888 bez vědomí svého muže podnikla se svými syny – čtrnáctiletým Richardem a patnáctiletým Eugenem v Benzově tříkolce 106 kilometrů dlouhou jízdu z Mannheimu do rodného Pforzheimu. Z Mannheimu odjížděla za svítání a přes Bad Schönborn a jeho část Mingolsheim a Neulingen-Bauschlott dojela k večeru do Pforzheimu. Mezitím, pro uklidnění manžela poslala telegram o úspěšné cestě. Ačkoliv byla primárním cílem jízdy návštěva její matky ve Pforzheimu, Bertha, která o ovládání automobilu, na rozdíl od svých synů, nic nevěděla, chtěla také přinést svému muži komerční úspěch prostřednictvím veřejné prezentace jeho vynálezu. Veřejné představení vozu a marketing totiž její muž jako typický vynálezce podceňoval.
Cestou musela řešit mnoho technických a jiných problémů. Například protože v té době nebylo možno koupit benzín (Ligroin) jinde než v lékárně, poté co jí došlo palivo, stala se městská lékárna ve Wieslochu u Heidelbergu vlastně první „čerpací stanicí“ na světě. Také karburátor se palivem často zanášel a ucpával a bylo nutno jej čistit, k čemuž používala dlouhou a úzkou sponu do vlasů. Bylo třeba také velmi často dolévat vodu do odpařovacího, tedy ztrátového chladicího systému, systém bezztrátový byl zkonstruován až o dvanáct let později Wilhelmem Maybachem.
Tato první dálková cesta přinesla zájem přihlížejících i místních novin, rozptýlila také pochybnosti o spolehlivosti a bezpečnosti „automobilu“ a položila tak základ budoucímu úspěchu firmy. Vedla také k mnoha technickým zdokonalením Benzova vozu, například i k přidání dalšího převodu pro snazší zdolání větších stoupání, který v původním typu chyběl a vůz tak bylo někdy do prudšího kopce nutno tlačit. Bertha Benzová se do Mannheimu vrátila následujícího dne.
Zemřela ve vysokém věku 95 let v Ladenburgu, kde původně sídlila první dílna jejího muže a kde s rodinou od roku 1906 bydlela.

## Ocenění
- Od roku 1988 se každé dva roky koná jízda Berthy Benzové pro historická vozidla. Při této turistické vyjíždce oldtimerů po trase její první cesty, kterou organizuje Automuseum Dr. Carl Benz a Allgemeinen Schnauferl Club setkává kolem 130 „předválečných“ vozidel.
- Od roku 2005 nese jedna z devíti nových ulic u nádraží Berlin Hauptbahnhof[5] na bývalých pozemcích Universum Landes-Ausstellungs-Park (ULAP) její jméno. Nejprve byla ulice pojmenována nesprávně Berta-Benz-Straße, což bylo v roce 2013 opraveno na správné Bertha-Benz-Straße.[6]
- 25. února 2008, se Bertha Benz Memorial Route[3] oficiálně stala součástí průmyslového dědictví lidstva. V současnosti je možné absolvovat 194 kilometrů dlouhou cestu z Mannheimu přes Heidelberg do Pforzheimu a zpět po značené trase. Od ledna 2009 je Bertha Benz Memorial Route členem ERIH – European Route of Industrial Heritage e. V.
- Realschule ve Wieslochu nese jméno Berthy Benzové nese od 25. April 2008. Při slavnosti k této příležitosti byla inscenována scéna nákupu paliva v dodnes existující lékárně. Poté s tříkolkou Benz Patent Motorwagens Typ 1 přes město ke škole přijela pravnučka Berthy Benzové, Jutta Benzová.
- Berufsbildende Schule v Sigmaringenu nese jméno Berthy Benzové od školního roku 2013/2014.[7]
- Na památku průkopnického úsilí Berthy Benzové pořádá nadace Daimler und Benz Stiftung od roku 1987 každoročně v Ladenburgu přednášku „Bertha Benz-Vorlesung“,[8] která se vždy zabývá významnými ženami ve vědě, společnosti, ekonomii a politice. V červenci 2009 zřídila k této příležitosti nadace Cenu Berthy Benzové dotovanou částkou 10 000 Euro[9], udělovanou pouze ženám za výjimečnou disertační práci.
- Automuseum Dr. Carl Benz v Ladenburgu vystavuje soukromé předměty rodiny, například svatební šaty Berthy Benzové.
- 23. května 2011 uvedla televizní stanice Das Erste televizní film Carl & Bertha.[10][11]
- V roce 2019 vydala společnost Mercedes-Benz reklamní spot s názvem Bertha Benz: Cesta, která změnila všechno, zobrazující první cestu Bethy Benz.[12]

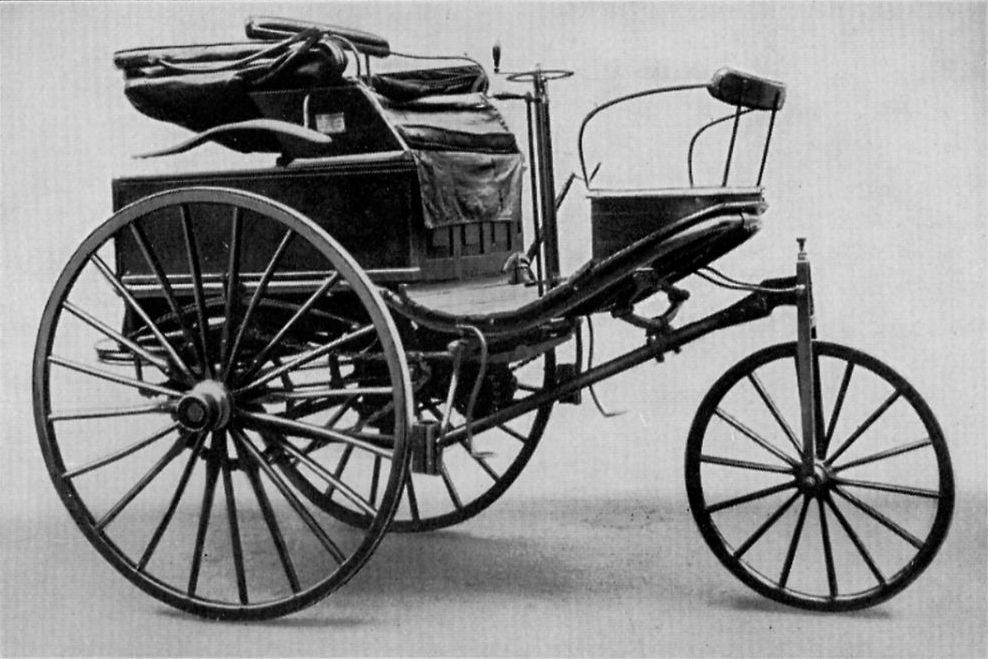
Benz Patent-Motorwagen Nr. 3 (1888)
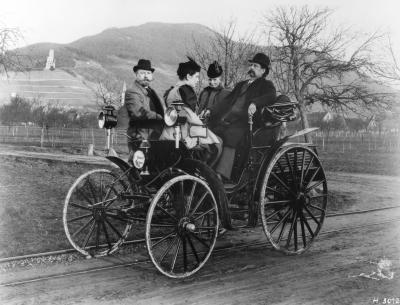
Karl a Bertha Benzovi, jejich dcera Clara a Fritz Held ve voze Benz Viktoria na výletě poblíž Schriesheimu (1894)
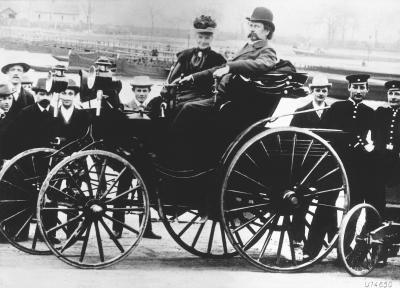
Bertha Benzová s manželem ve voze Benz Viktoria, model 1894
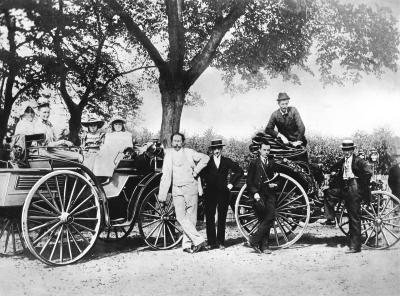
Karl Benz, jeho rodina a Theodor von Liebieg (1894), na cestě z Mannheimu do Gernsheimu s vozy Benz Victoria a Vis-à-Vis Benz Patent-Motorwagen